# Fuchi Honda
Fuchi Honda (本田 風智?, Honda Fuchi; Fukuoka, 10 maggio 2001) è un calciatore giapponese, centrocampista del Sagan Tosu.

## Caratteristiche tecniche
Di piede destro, è un trequartista che può essere impiegato anche sia come esterno sinistro di centrocampo e all'occorrenza sia come seconda punta.

## Carriera

### Nazionale
Ha giocato nelle nazionali giovanili giapponesi Under-17 ed Under-23.

## Statistiche

### Presenze e reti nei club
Statistiche aggiornate al 6 luglio 2024.
| Stagione          | Club              | Campionato        | Campionato | Campionato | Coppe nazionali | Coppe nazionali | Coppe nazionali | Coppe continentali | Coppe continentali | Coppe continentali | Altre coppe | Altre coppe | Altre coppe | Totale | Totale |
| Stagione          | Club              | Comp              | Pres       | Reti       | Comp            | Pres            | Reti            | Comp               | Pres               | Reti               | Comp        | Pres        | Reti        | Pres   | Reti   |
| ----------------- | ----------------- | ----------------- | ---------- | ---------- | --------------- | --------------- | --------------- | ------------------ | ------------------ | ------------------ | ----------- | ----------- | ----------- | ------ | ------ |
| 2019              | Sagan Tosu        | J1                | 0          | 0          | CG+CdL          | 1+1             | 0               | -                  | -                  | -                  | -           | -           | -           | 2      | 0      |
| 2020              | Sagan Tosu        | J1                | 26         | 3          | CdL             | 1               | 0               | -                  | -                  | -                  | -           | -           | -           | 27     | 3      |
| 2021              | Sagan Tosu        | J1                | 17         | 1          | CG+CdL          | 1+0             | 0               | -                  | -                  | -                  | -           | -           | -           | 18     | 1      |
| 2022              | Sagan Tosu        | J1                | 24         | 5          | CG+CdL          | 1+3             | 0+1             | -                  | -                  | -                  | -           | -           | -           | 28     | 6      |
| 2023              | Sagan Tosu        | J1                | 12         | 3          | CG+CdL          | 0               | 0               | -                  | -                  | -                  | -           | -           | -           | 12     | 3      |
| 2024              | Sagan Tosu        | J1                | 0          | 0          | CG+CdL          | 0               | 0               | -                  | -                  | -                  | -           | -           | -           | 0      | 0      |
| Totale Sagan Tosu | Totale Sagan Tosu | Totale Sagan Tosu | 79         | 12         |                 | 8               | 1               |                    | -                  | -                  |             | -           | -           | 87     | 13     |
| Totale carriera   | Totale carriera   | Totale carriera   | 79         | 12         |                 | 8               | 1               |                    | -                  | -                  |             | -           | -           | 87     | 13     |

### Cronologia presenze e reti in nazionale
| Cronologia completa delle presenze e delle reti in nazionale ― Giappone under 23 | Cronologia completa delle presenze e delle reti in nazionale ― Giappone under 23 | Cronologia completa delle presenze e delle reti in nazionale ― Giappone under 23 | Cronologia completa delle presenze e delle reti in nazionale ― Giappone under 23 | Cronologia completa delle presenze e delle reti in nazionale ― Giappone under 23 | Cronologia completa delle presenze e delle reti in nazionale ― Giappone under 23 | Cronologia completa delle presenze e delle reti in nazionale ― Giappone under 23 | Cronologia completa delle presenze e delle reti in nazionale ― Giappone under 23 |
| Data                                                                             | Città                                                                            | In casa                                                                          | Risultato                                                                        | Ospiti                                                                           | Competizione                                                                     | Reti                                                                             | Note                                                                             |
| -------------------------------------------------------------------------------- | -------------------------------------------------------------------------------- | -------------------------------------------------------------------------------- | -------------------------------------------------------------------------------- | -------------------------------------------------------------------------------- | -------------------------------------------------------------------------------- | -------------------------------------------------------------------------------- | -------------------------------------------------------------------------------- |
| 22-9-2022                                                                        | Marbella                                                                         | Svizzera under 23                                                                | 2 – 1                                                                            | Giappone under 23                                                                | Amichevole                                                                       | -                                                                                | 60’                                                                              |
| 26-9-2022                                                                        | Castel di Sangro                                                                 | Italia under 23                                                                  | 1 – 1                                                                            | Giappone under 23                                                                | Amichevole                                                                       | -                                                                                | 46’                                                                              |
| Totale                                                                           |                                                                                  | Presenze                                                                         | 2                                                                                |                                                                                  | Reti                                                                             | 0                                                                                |                                                                                  |